# Partidul Umaniștilor (Germania)
Partidul Umaniștilor (în germană Partei der Humanisten, denumire prescurtată: Umaniștii) este un partid politic din Germania.
1. ↑   https://www.diehumanisten.de/satzung/, accesat în 21 aprilie 2023 Lipsește sau este vid: |title= (ajutor)
2. ↑   https://www.pdh.eu/satzung/, accesat în 1 iunie 2023 Lipsește sau este vid: |title= (ajutor)